# 英鎊區
英鎊區（Sterling area）是指本國貨幣匯率和英鎊掛鉤，以及使用英鎊作為本國貨幣的國家。1931年英鎊脫離金本位制後，英鎊區開始出現。第二次世界大戰後，雖然不乏英聯邦國家留在英鎊區，但由於英國經濟地位的下降導致英鎊貶值，英鎊區逐漸消失。1972年6月，英國政府實施外匯管制，標誌英鎊區正式解體。

## 英镑区成员国列表
- 亞丁殖民地
- 苏丹
- (截止到1967年)
- 巴哈马
- 巴林
- 賴索托
- 百慕大
- 英属南极领地
- 英屬圭亞那
- 英屬洪都拉斯
- 香港
- 英屬印度洋領地
- 所罗门群岛
- 英屬索馬里蘭  (截止到1964年)
- 英屬維爾京群島
- 緬甸(截止到1966年)
- 开曼群岛
- 錫蘭
- 賽普勒斯
- 埃及 (截止到1947年)[3]
- 福克蘭群島
- 斐济
- 直布罗陀
- 吉尔伯特和埃利斯群岛
- 基里巴斯
- 冰島
- 愛爾蘭 (直到1979年3月30日)
- 印度 (包括锡金)
- 伊拉克 Iraq (1959年离开)
- 牙买加
- 约旦
- 科威特
- 安地卡及巴布達

- 圣基茨和尼维斯
- 利比亞  (1971年被开除)
- 马拉维
- 马来西亚
- 馬爾地夫
- 馬爾他
- 模里西斯
- 马斯喀特和阿曼苏丹国
- 瑙鲁
- 新西兰
- 奈及利亞
- 巴勒斯坦託管地  (在1948年建立以色列国后，要求英美撤军) [4])
- 巴基斯坦
- 皮特凯恩群岛
- 羅德西亞
- 聖赫勒拿
- 塞舌尔
- 新加坡
- 南非
- 西南非洲
- 千里達及托巴哥
- 阿曼
- 乌干达
- 英国
- 澤西
- 根西
- 马恩岛
- 萨摩亚
- 多米尼克
- 格瑞那達
- 圣卢西亚
- 尚比亞